# 엔리코 페르미 상

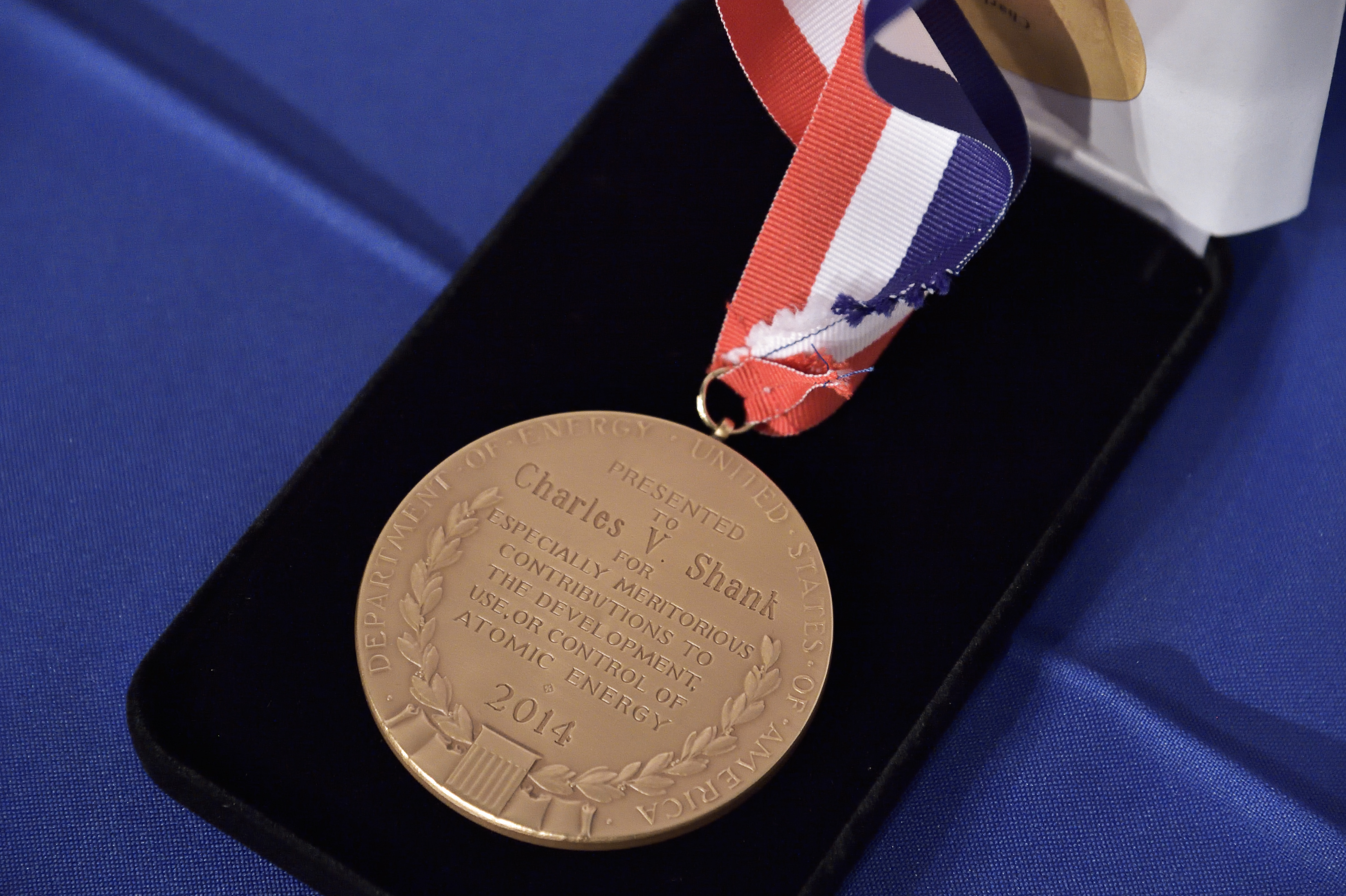

엔리코 페르미 상(영어: Enrico Fermi Award)은 미국 대통령이 수여하는 과학상이다. 이 상은 에너지 개발, 사용 또는 생산 분야에서 평생의 업적을 이룬 국제적 지위의 과학자들에게 수여된다. 이 상은 이탈리아계 미국인 물리학자 엔리코 페르미와 원자력 개발에 기여한 그의 업적을 기념하기 위해, 1956년 원자력 위원회에서 제정했다. 이 상은 1977년 제정된 이래 에너지부를 통해 관리되어 왔다. 수상자는 미화 10만 달러, 대통령과 에너지부 장관이 서명한 증서, 엔리코 페르미의 모습이 담긴 금메달을 받는다.

## 역대 수상자
| 년도 | 수상자 이름           |
| 1956 | 존 폰 노이만          |
| 1957 | 어니스트 로런스       |
| 1958 | 유진 위그너           |
| 1959 | 글렌 T. 시보그        |
| 1961 | 한스 베테             |
| 1962 | 에드워드 텔러         |
| 1963 | J. 로버트 오펜하이머  |
| 1964 | 하이먼 리코버         |
| 1966 | 리제 마이트너         |
| 1966 | 오토 한               |
| 1966 | 프리츠 슈트라스만     |
| 1968 | 존 아치볼드 휠러      |
| 1969 | 월터 진               |
| 1970 | 노리스 브래드버리     |
| 1971 | 쉴즈 워렌             |
| 1971 | 스타포드 워렌         |
| 1972 | 맨슨 베네딕트         |
| 1976 | 윌리엄 L. 러셀        |
| 1978 | 볼프강 파노프스키     |
| 1978 | 해럴드 애그뉴         |
| 1980 | 루돌프 파이얼스       |
| 1980 | 알빈 와인버그         |
| 1981 | 베넷 루이스           |
| 1982 | 헐버트 앤더슨         |
| 1982 | 세스 네더마이어       |
| 1983 | 알렉산더 홀랜더       |
| 1983 | 존 로렌스             |
| 1984 | 로버트 라스번 윌슨    |
| 1984 | 조르주 벤드리스       |
| 1985 | 노먼 라스무센         |
| 1985 | 마셜 로젠부르스       |
| 1986 | 어니스트 쿠란트       |
| 1986 | M. 스탠리 리빙스턴    |
| 1987 | 루이스 월터 앨버레즈  |
| 1987 | 제럴드 F. 테이프      |
| 1988 | 리처드 세틀로우       |
| 1988 | 빅토어 바이스코프     |
| 1990 | 조지 코완             |
| 1990 | 로블리 이반스         |
| 1992 | 해럴드 브라운         |
| 1992 | 존 포스터 주니어      |
| 1992 | 리언 레더먼           |
| 1993 | 리안 러셀             |
| 1993 | 프리먼 다이슨         |
| 1995 | 우고 파노             |
| 1995 | 마틴 카멘             |
| 1996 | 모티머 엘킨드         |
| 1996 | 휴버트 로드니 위더스  |
| 1996 | 리처드 가윈           |
| 1998 | 모리스 골드하버       |
| 1998 | 마이클 E. 펠프스      |
| 2000 | 쉘든 다츠             |
| 2000 | 시드니 드렐           |
| 2000 | 허버트 요크           |
| 2003 | 존 노리스 바콜        |
| 2003 | 레이먼드 데이비스     |
| 2003 | 세이무어 삭           |
| 2005 | 아서 H. 로젠펠드      |
| 2009 | 존 B. 구디너프        |
| 2009 | 시그프리드 헤커       |
| 2012 | 밀드레드 드레슬하우스 |
| 2012 | 버턴 릭터             |
| 2013 | 앤드루 세슬러         |
| 2013 | 앨런 J. 바드          |
| 2014 | 클라우디오 펠레그리니 |
| 2014 | 찰스 V. 섐크          |
| 2023 | 다를린 C. 호프만      |
| 2023 | 가보르 A. 소모르자이  |